# UCI ProSeries
Cet article concerne la compétition masculine. Pour la compétition féminine, voir UCI ProSeries féminin.
L'UCI ProSeries est une compétition cycliste regroupant des courses ayant obtenu une licence ProSeries, le deuxième niveau de compétition dans l'ordre d'importance du cyclisme sur route masculin après l'UCI World Tour. Elle est créée en 2020 par l'Union cycliste internationale.
L'UCI ProSeries est mis en place à la suite d'une réforme du cyclisme sur route. Il remplace les épreuves en hors catégorie des circuits continentaux UCI.

## Équipes
La participation des équipes est limitée à 70 % d'UCI WorldTeams pour les courses européennes et 65 % pour les autres continents. Les organisateurs peuvent également inviter des UCI ProTeams, des équipes continentales du pays, au maximum deux équipes continentales étrangères et une équipe nationale du pays de l'organisateur.
Les coureurs enregistrés au sein d'une équipe de développement peuvent participer à des épreuves de l'UCI ProSeries au sein de l'UCI WorldTeam ou de l'UCI ProTeam associée, avec un maximum de deux coureurs par courses.

## Barème actuel
Les épreuves attribuent des points au Classement mondial UCI selon le barème suivant :
| Position | Classement général | Classement des étapes | Port du maillot de leader |
| -------- | ------------------ | --------------------- | ------------------------- |
| 1        | 200                | 20                    | 5                         |
| 2        | 150                | 15                    |                           |
| 3        | 125                | 10                    |                           |
| 4        | 100                | 5                     |                           |
| 5        | 85                 | 3                     |                           |
| 6        | 70                 |                       |                           |
| 7        | 60                 |                       |                           |
| 8        | 50                 |                       |                           |
| 9        | 40                 |                       |                           |
| 10       | 35                 |                       |                           |
| 11       | 30                 |                       |                           |
| 12       | 25                 |                       |                           |
| 13       | 20                 |                       |                           |
| 14       | 15                 |                       |                           |
| 15       | 10                 |                       |                           |
| 16-30    | 5                  |                       |                           |
| 31-40    | 3                  |                       |                           |

## Epreuves
| Légende | Légende                         | Légende | Légende                    | Légende | Légende         | Légende | Légende                         | Légende | Légende               |
| ------- | ------------------------------- | ------- | -------------------------- | ------- | --------------- | ------- | ------------------------------- | ------- | --------------------- |
|         | Epreuve courue en UCI ProSeries | c       | Epreuve annulée (covid-19) |         | Epreuve annulée |         | Epreuve en catégorie inférieure |         | Epreuve non existante |

| Epreuve                           | Classe | 2020 | 2021 | 2022 | 2023 | 2024 | Notes                                           |
| --------------------------------- | ------ | ---- | ---- | ---- | ---- | ---- | ----------------------------------------------- |
| Vuelta a San Juan                 | 2.Pro  |      | c    | c    |      |      | rétrogradé en 2024                              |
| Tour de la Communauté valencienne | 2.Pro  |      |      |      |      |      |                                                 |
| Tour de La Provence               | 2.Pro  |      |      |      |      |      | classé en 2.1 (Europe) en 2024                  |
| Clásica de Almería                | 2.Pro  |      |      |      |      |      |                                                 |
| Tour de l'Algarve                 | 2.Pro  |      |      |      |      |      |                                                 |
| Tour d'Andalousie                 | 2.Pro  |      |      |      |      |      |                                                 |
| Ardèche Classic                   | 1.Pro  |      |      |      |      |      |                                                 |
| Drôme Classic                     | 1.Pro  |      |      |      |      |      |                                                 |
| Kuurne-Bruxelles-Kuurne           | 1.Pro  |      |      |      |      |      |                                                 |
| Trofeo Laigueglia                 | 1.Pro  |      |      |      |      |      |                                                 |
| Milan-Turin                       | 1.Pro  |      |      |      |      |      |                                                 |
| Grand Prix de l'Escaut            | 1.Pro  |      |      |      |      |      |                                                 |
| Flèche brabançonne                | 1.Pro  |      |      |      |      |      |                                                 |
| Brussels Cycling Classic          | 1.Pro  |      |      |      |      |      |                                                 |
| À travers le Hageland             | 1.Pro  |      |      |      |      |      |                                                 |
| Mont Ventoux Dénivelé Challenges  | 1.Pro  |      |      |      |      |      | classé en 1.1 (Europe) jusqu'en 2022            |
| Tour de Wallonie                  | 2.Pro  |      |      |      |      |      |                                                 |
| Tour de Burgos                    | 2.Pro  |      |      |      |      |      |                                                 |
| Trittico Lombardo                 | 1.Pro  |      |      |      |      |      | Seulement en 2020                               |
| Tour de Luxembourg                | 2.Pro  |      |      |      |      |      |                                                 |
| Coppa Sabatini                    | 1.Pro  |      |      |      |      |      |                                                 |
| Tour d'Émilie                     | 1.Pro  |      |      |      |      |      |                                                 |
| Tour du Piémont                   | 1.Pro  |      |      |      |      |      |                                                 |
| Paris-Tours                       | 1.Pro  |      |      |      |      |      |                                                 |
| Nokere Koerse                     | 1.Pro  | c    |      |      |      |      |                                                 |
| Grand Prix de Denain              | 1.Pro  | c    |      |      |      |      |                                                 |
| Bredene Koksijde Classic          | 1.Pro  | c    |      |      |      |      |                                                 |
| Grand Prix de Larciano            | 1.Pro  | c    |      |      |      |      |                                                 |
| Grand Prix Miguel Indurain        | 1.Pro  | c    |      |      |      |      |                                                 |
| Tour des Alpes                    | 2.Pro  | c    |      |      |      |      |                                                 |
| Tour de Turquie                   | 2.Pro  | c    |      |      |      |      | classé en 2.1 (Asie) en 2023                    |
| Grand Prix du Morbihan            | 1.Pro  | c    |      |      |      |      |                                                 |
| Tro Bro Leon                      | 1.Pro  | c    |      |      |      |      |                                                 |
| Tour de Norvège                   | 2.Pro  | c    |      |      |      |      |                                                 |
| Boucles de la Mayenne             | 2.Pro  | c    |      |      |      |      |                                                 |
| ZLM Tour                          | 2.Pro  | c    | c    |      |      |      | classé en 2.1 (Europe) en 2024                  |
| Tour de Belgique                  | 2.Pro  | c    |      |      |      |      |                                                 |
| Tour de Slovénie                  | 2.Pro  | c    |      |      |      |      |                                                 |
| Tour de l'Eurométropole           | 1.Pro  | c    |      |      |      |      |                                                 |
| Arctic Race of Norway             | 2.Pro  | c    |      |      |      |      |                                                 |
| Tour du Danemark                  | 2.Pro  | c    |      |      |      |      |                                                 |
| Tour d'Allemagne                  | 2.Pro  | c    |      |      |      |      |                                                 |
| Tour de Grande-Bretagne           | 2.Pro  | c    |      |      |      |      |                                                 |
| Grand Prix de Fourmies            | 1.Pro  | c    |      |      |      |      |                                                 |
| Grand Prix de Wallonie            | 1.Pro  | c    |      |      |      |      |                                                 |
| Primus Classic                    | 1.Pro  | c    |      |      |      |      |                                                 |
| Tour de Münster                   | 1.Pro  | c    |      |      |      |      |                                                 |
| Coppa Bernocchi                   | 1.Pro  | c    |      |      |      |      |                                                 |
| Trois vallées varésines           | 1.Pro  | c    |      |      |      |      |                                                 |
| Tour d'Oman                       | 2.Pro  |      | c    |      |      |      |                                                 |
| Quatre Jours de Dunkerque         | 2.Pro  | c    | c    |      |      |      |                                                 |
| Maryland Cycling Classic          | 1.Pro  | c    | c    |      |      |      | Première édition en 2022                        |
| Japan Cup                         | 1.Pro  | c    | c    |      |      |      |                                                 |
| Tour du lac Qinghai               | 2.Pro  | c    |      |      |      |      | classé en 2.1 (Asie) en 2021 et 2022            |
| Tour de Hongrie                   | 2.Pro  |      |      |      |      |      | classé en 2.1 (Europe) jusqu'en 2022            |
| Tour du lac Taihu                 | 2.Pro  | c    | c    | c    |      |      |                                                 |
| Tour de Vénétie                   | 1.Pro  |      |      |      |      |      | classé en 1.1 (Europe) en 2021 et 2022          |
| Veneto Classic                    | 1.Pro  |      |      |      |      |      | classé en 1.1 (Europe) en 2021 et 2022          |
| Figueira Champions Classic        | 1.Pro  |      |      |      |      |      | nouvelle épreuve en 2023 classé en 1.1 (Europe) |
| Tour de Langkawi                  | 2.Pro  |      | c    |      |      |      |                                                 |
| Tour de Hainan                    | 2.Pro  | c    | c    | c    |      |      |                                                 |
| TOTAL                             |        | 24   | 45   | 51   | 57   | 56   |                                                 |